# 中扎科镇
中扎科乡，是中华人民共和国四川省甘孜藏族自治州德格县下辖的一个乡镇级行政单位。

## 行政区划
中扎科乡下辖以下地区：
曲公村、窝坝村、扎多村、多达村、同鸠村、月拉村、瓦通村、呷依村、雄拖村、上卡村、地隆村、村科村和芒科村。